# 宮田町 (横浜市)
宮田町（みやたちょう）は、神奈川県横浜市保土ケ谷区の町名。現行行政地名は宮田町1丁目から宮田町3丁目（字丁目）。住居表示未実施区域。面積は0.188km²。

## 地理
保土ケ谷区の東部に位置し、北は鎌谷町、東は西区浅間町、南は国道16号を挟み天王町、南西の一部は川辺町、西は峰岡町に接する。東から順に1～3丁目の字丁目が設けられている。町の南部を旧東海道が通り、その通り沿いと、交差する街路は十字状に洪福寺松原商店街が形成されている。西区との境には、旧東海道と八王子道が分かれる芝生追分がある。町の北部は標高30mほどの丘陵で、その上部には住宅や宮田中学校がある。

### 地価
住宅地の地価は、2025年（令和7年）1月1日の公示地価によれば、宮田町3丁目288番2の地点で27万4000円/m²となっている。

## 歴史

### 町名の由来
町名は、橘樹神社（宮）の田を意味する小名から採られた。

### 沿革
古くは橘樹郡保土ケ谷町字帷子町の一部で、1927年（昭和2年）4月1日に横浜市に編入された。同年10月1日、帷子町字宮田、宮ヶ谷、谷ノ坂、古鎌谷、栗林から宮田町が新設された。
- 1934年、峰岡町と境界変更。
- 1940年、一部が川辺町及び鎌谷町に編入される。
- 1970年に西区浅間町との間で境界の変更。
- 1974年には峰岡町・天王町・川辺町との間で境界の変更があった[5]。

## 世帯数と人口
2025年（令和7年）6月30日現在（横浜市発表）の世帯数と人口は以下の通りである。
| 丁目        | 世帯数    | 人口    |
| ----------- | --------- | ------- |
| 宮田町1丁目 | 777世帯   | 1,205人 |
| 宮田町2丁目 | 623世帯   | 984人   |
| 宮田町3丁目 | 299世帯   | 553人   |
| 計          | 1,699世帯 | 2,742人 |

### 人口の変遷
国勢調査による人口の推移。
| 年                 | 人口  |
| ------------------ | ----- |
| 1995年（平成7年）  | 2,684 |
| 2000年（平成12年） | 2,567 |
| 2005年（平成17年） | 2,462 |
| 2010年（平成22年） | 2,434 |
| 2015年（平成27年） | 2,393 |
| 2020年（令和2年）  | 2,620 |

### 世帯数の変遷
国勢調査による世帯数の推移。
| 年                 | 世帯数 |
| ------------------ | ------ |
| 1995年（平成7年）  | 1,088  |
| 2000年（平成12年） | 1,132  |
| 2005年（平成17年） | 1,123  |
| 2010年（平成22年） | 1,238  |
| 2015年（平成27年） | 1,271  |
| 2020年（令和2年）  | 1,516  |

## 学区
市立小・中学校に通う場合、学区は以下の通りとなる（2024年11月時点）。
| 丁目        | 番・番地等 | 小学校             | 中学校             |
| ----------- | ---------- | ------------------ | ------------------ |
| 宮田町1丁目 | 1〜5番地   | 横浜市立帷子小学校 | 横浜市立宮田中学校 |
| 宮田町1丁目 | 6番地以降  | 横浜市立峯小学校   | 横浜市立宮田中学校 |
| 宮田町2丁目 | 全域       | 横浜市立峯小学校   | 横浜市立宮田中学校 |
| 宮田町3丁目 | 全域       | 横浜市立峯小学校   | 横浜市立宮田中学校 |

## 事業所
2021年（令和3年）現在の経済センサス調査による事業所数と従業員数は以下の通りである。
| 丁目        | 事業所数  | 従業員数 |
| ----------- | --------- | -------- |
| 宮田町1丁目 | 93事業所  | 843人    |
| 宮田町2丁目 | 34事業所  | 211人    |
| 宮田町3丁目 | 8事業所   | 52人     |
| 計          | 135事業所 | 1,106人  |

### 事業者数の変遷
経済センサスによる事業所数の推移。
| 年                 | 事業者数 |
| ------------------ | -------- |
| 2016年（平成28年） | 163      |
| 2021年（令和3年）  | 135      |

### 従業員数の変遷
経済センサスによる従業員数の推移。
| 年                 | 従業員数 |
| ------------------ | -------- |
| 2016年（平成28年） | 1,284    |
| 2021年（令和3年）  | 1,106    |

## その他

### 日本郵便
- 郵便番号 : 240-0002[3]（集配局：保土ヶ谷郵便局[20]）

### 警察
町内の警察の管轄区域は以下の通りである。
| 丁目        | 番・番地等 | 警察署         | 交番・駐在所 |
| ----------- | ---------- | -------------- | ------------ |
| 宮田町1丁目 | 全域       | 保土ケ谷警察署 | 宮田町交番   |
| 宮田町2丁目 | 全域       | 保土ケ谷警察署 | 宮田町交番   |
| 宮田町3丁目 | 全域       | 保土ケ谷警察署 | 宮田町交番   |